# Aqsý Fýtbol Klýby
L'Aqsý Fýtbol Klýbı (in kazako Ақсу футбол клубы?, traslitterazione anglosassone FK Aksu), è una società calcistica kazaka con sede nella città di Aqsý. Milita nella Ekinşi Lïga, la terza serie del campionato kazako.
Fondato nel 2018, disputa le partite interne nello Stadio centrale di Pavlodar, impianto da 11 828 posti.
Ha vinto un campionato kazako di seconda divisione, nel 2021.

## Storia
La società viene fondata nel 2018 e partecipa alla terza serie del campionato kazako, campionato che vince nel 2020. L'anno successivo, vince da esordiente il campionato di seconda serie e viene promosso in Prem'er Ligasy.

## Palmarès

### Competizioni nazionali
- Campionato kazako di seconda divisione: 1

2021